# Cyrtophora feai
Cyrtophora feai är en spindelart som först beskrevs av Tord Tamerlan Teodor Thorell 1887.  Cyrtophora feai ingår i släktet Cyrtophora och familjen hjulspindlar. Inga underarter finns listade i Catalogue of Life.